# A Real Diamond in the Rough
Albums de Buckethead
Slaughterhouse on the Prairie
(2009) Forensic Follies
(2009)
A Real Diamond in the Rough est le 24e album studio de Buckethead. Le 27 avril 2009, sa sortie est annoncée pour le 1er mai sous le label de TDRS Music L'album est dédié au représentant légal de Buckethead, Stan Diamond.

## L'album
The Return of Captain EO est une autre référence au monde de Disney, cette fois au film 3D, Captain EO mettant en vedette Michael Jackson qui fut une des premières influences de Buckethead.
Broken Mirror utilise la même piste de batterie que The Redeem Team, premier morceau de l'album Albino Slug,.
Vers la fin de l'année 2009, toutes les copies étaient vendues de même pour l'album de la même année Slaughterhouse on the Prairie. Tandis que TDRS n'était pas en mesure de réimprimer l'album, il utilisa une stratégie similaire à celle de la réimpression de l'album Crime Slunk Scene datant de 2006, lançant des offres de pré-commande et de réservation en vue de la réimpression. À l'annonce de la sortie de l'album Best Regards, Travis Dickerson laissa savoir que la réimpression allait être entamée, mais que les pré-commandes ne s'étaient pas « passées comme prévu ».

## Liste des pistes
| 1.    | Broken Mirror               | 4:16 |
| 2.    | Big D's Touch               | 4:11 |
| 3.    | Separate Sky                | 2:58 |
| 4.    | Dawn Appears                | 3:46 |
| 5.    | A Real Diamond in the Rough | 4:08 |
| 6.    | Sundial                     | 1:04 |
| 7.    | Squid Ink                   | 3:05 |
| 8.    | Four Rivers                 | 2:38 |
| 9.    | Allowed to Play             | 1:55 |
| 10.   | Formless Present            | 3:44 |
| 11.   | Squid Ink Part 2            | 0:56 |
| 12.   | The Miracle of Surrender    | 5:37 |
| 13.   | The Return of Captain EO    |      |
| 41:46 |                             |      |

## Personnel
- Buckethead : Invisible Scalp
- Dan Monti : Programmation de la batterie et de la basse
- Bryan « Brain » Mantia : Batterie sur les pistes 2, 4, & 7
- Produit par Dan Monti and Albert
- Conçu et mixé par Dan Monti